# Anna Akhmàtova
Anna Andréievna Akhmàtova (rus: А́нна Андре́евна Ахма́това), de soltera Gorenko (Bolxoi Fontan, prop d'Odessa, 11 de juny (Jul.) / 23 de juny de 1889 (Greg.) - Domodédovo, prop de Moscou, 5 de març de 1966) va ser una destacada poeta russa. Junt amb Óssip Mandelstam, fou una de les figures més representatives de la poesia acmeista de l'edat de plata de la literatura russa. Va ser preseleccionada per al Premi Nobel el 1965 i va rebre la segona nominació més alta (3) per al premi l'any següent.
L'obra d'Akhmàtova va des de poemes lírics breus fins a cicles estructurats complexos, com ara Rèquiem (1935–40), la seva tràgica obra mestra sobre la Gran Purga, el Terror estalinista. El seu estil, caracteritzat per la seva economia i moderació emocional, era sorprenentment original i distintiu per als seus contemporanis. La forta i clara veu femenina principal va tocar una nova corda en la poesia russa. Es pot dir que la seva escriptura es divideix en dos períodes: l'obra primerenca (1912–25) i la seva obra posterior (des de 1936 fins a la seva mort), dividida per una dècada de producció literària reduïda. La seva obra va ser condemnada i censurada per les autoritats de l'estalinistes, i destaca per haver optat per no emigrar i romandre a la Unió Soviètica, fent de testimoni dels fets que l'envoltaven. Els seus temes perennes inclouen meditacions sobre el temps i la memòria, i les dificultats de viure i escriure a l'ombra de l'estalinisme.
Les fonts primàries d'informació sobre la vida d'Akhmàtova són relativament escasses, ja que la guerra, la revolució i el règim soviètic van fer que gran part del registre escrit fos destruït. Durant llargs períodes va estar en desgràcia oficial i moltes persones properes a ella van morir arran de la revolució. El primer marit d'Akhmatova, Nikolay Gumilyov, va ser executat per la La policia secreta soviètica, i el seu fill Lev Gumilyov i el seu marit de dret Nikolay Punin va passar molts anys al Gulag, on va morir Punin.

## Vida i obra
Anna Andréievna Gorenko neix el 23 de juny de 1889 a Odessa, en una família noble d'ascendència tàrtara. Comença d'escriure molt jove i, davant del rebuig del seu pare, que no volia veure el seu nom relacionat amb una cosa tan poc respectable com la poesia, pren el cognom de la seva àvia tàrtara, Akhmàtova. Fins als setze anys viu a Tsàrskoie Seló. La família, ja sense el pare, es trasllada de residència, per raó de malaltia de la mare, i viu un intent de suïcidi. Després, comença estudis de dret, a Kíev, a la Universitat de la Dona, que deixarà per seguir estudiant història i literatura a Sant Petersburg.
El 25 d'abril de 1910 es casa amb el jove i destacat poeta Nikolai Gumiliov (1886-1921), que ha conegut al saló literari d'un altre poeta, Viatxeslav Ivanov (1866-1949), simbolista. El matrimoni, poc convencional, durarà fins al 1918, i en naixerà un fill: Lev Gumiliov. El 1911, Gumiliov, Akhmàtova i Mandelxtam, amb altres poetes propers al Gremi de Poetes (escola de poesia fundada per Gumiliov), proclamen l'acmeisme (acme: punt de màxima elevació d'un astre i, particularment, del sol), moviment poètic que, en reacció a les boires del simbolisme, proposa una poesia d'imatges clares i de llenguatge modern i quotidià. En aquesta època viatja per Itàlia i França, i publica els seus primers poemaris: Vétxer (El vespre, 1912) i Txiotki (El rosari, 1914). Publicà després els reculls Bélaia Staia (La bandada blanca, 1917) i, ja enmig d'un clima bèl·lic i de terror, Podorójnik (El plantatge,1921) i Anno Domini MCMXXI (1922).
El 1921, després d'haver passat per un altre segon matrimoni, Anna es casa, per tercera vegada, amb l'historiador d'art Nikolai Punin. Aquest mateix any, el seu primer marit, Nikolai Gumiliov serà detingut i afusellat per una acusació de conspiració. Akhmàtova deixa de publicar i viu en condicions molt precàries.
El 1935, durant el govern de Stalin, detenen el seu únic fill, Lev Gumiliov, per primera vegada. L'any 1938, Óssip Mandelstam, un dels amics més propers d'Akhmàtova, mor al gulag. L'empresonament del seu fill inspira el cicle Rèquiem (1935-1948, publicat a Múnic el 1963, sense consentiment de l'autora).
El 1940, les autoritats soviètiques li permeten la publicació d'un petit recull de poemes. Akhmàtova sobreviu fent traduccions i assajos. Mentrestant, va escrivint el seu Poema sense heroi (1940-1962), un poema llarg i obscur, ple de símbols i referències culturals poc clares.
Amb la pujada al poder de Khrusxov, Akhmàtova publica algun dels seus poemes inèdits. Als anys seixanta comença a rebre reconeixements a la Unió de Repúbliques Socialistes Soviètiques i a l'exterior, on fins i tot li permeten de viatjar. Rep el Premi Internacional de Poesia (Taormina, Itàlia, 1964) i el nomenament de doctora honoris causa per la Universitat d'Oxford.
L'any 1965 publica el seu darrer poemari, Beg vrémeni (La carrera del temps). Anna Akhmàtova continuà escrivint fins a la seva mort, el 5 de març de 1966 a Moscou.
Els temes que tracta la poesia d'Akhmàtova són universals: l'amor, la mort, el temps, la pàtria, etc. La força i l'expressivitat del seu llenguatge poètic neixen de la senzillesa, la sobrietat del to i uns ritmes àgils i variats. El posat majestuós, noble i sever que, segons els contemporanis, era propi de la seva figura, va deixar una forta empremta a la seva poesia. Gràcies a aquestes característiques, els versos d'Akhmàtova són fàcils de recordar i difícils de traduir. Malgrat les diferències entre la poesia primerenca, més ingènua i romàntica, i la més tardana, marcada per una maduresa amarga enmig del terror estalinista, l'obra akhmatoviana manté una unitat estilística i conserva una frescor sorprenent. No és estrany, doncs, que poetes com Joseph Brodsky i Alexander Kúixner l'hagin valorat com a mestra i hagin dedicat més d'un assaig a l'anàlisi de la seva obra.
Pel que fa a la difusió de la seva producció poètica, com en tants altres aspectes, el cas d'Anna Akhmàtova és paradigmàtic. Els seus primers reculls es van publicar sense entrebancs a Rússia. Des del 1922, però, els únics poemes nous que publica són sobre la guerra, patriòtics i de celebració de l'arribada de la pau, que, tanmateix, no serviren per a aconseguir que el seu fill sortís dels camps de treball.
Mentrestant, la seva obra veritable restava en el silenci: «Naturalment, poemes d'aquesta mena no podien publicar-se, ni tan sols escriure's o mecanografiar-se. Els memoritzaven l'autora i set persones més, ja que ella no confiava prou en la seva memòria. De tant en tant, es reunia amb una persona o altra i li demanava que li recités en veu baixa aquesta o aquella selecció de poemes, a manera d'inventari.» Són paraules de Joseph Brodsky, que recull, a manera de pròleg, l'edició catalana del Rèquiem i altres poemes. Cap als anys seixanta, la figura d'Akhmàtova rebé un reconeixement important tant dintre de l'URSS, com a Occident:
-el 1959 es publicà traduïda al francès Poèmes (traducció de Sophie Laffitte. París: Seguers, 1959),
-el 1962 es va considerar atorgar-li el Premi Nobel, i així i tot, la seva obra no es coneixia completa.
En morir Anna Akhmàtova, va anar sortint una primera edició de la seva poesia, força completa, a cura de G. Struve i B. Filipov (New York i München: Inter-Language Literary Associates, 1966-1968-1982).

### Akhmàtova a Catalunya
Com arriba Anna Akhmàtova a Catalunya? En el cas de Guillem Nadal, potser un dels primers a traduir-la al català cap a principis dels setanta, la resposta és clara: «Els poetes de l'època soviètica són traduïts a partir de llibres monogràfics que Guillem Nadal comprà a l'estranger. Una edició bilingüe rus/alemany d'Akhmàtova, una altra en rus i anglès de Maiakovski, una edició soviètica de Ievtuxenko i una de Iessenin molt interessant feta a París pels russos 'blancs' emigrats, que li regalaren uns amics.» És a dir, cap als setanta, per a llegir Akhmàtova, s'havia de recórrer a publicacions en altres països d'Europa. Les traduccions de Nadal no tingueren gaire ressò i, de fet, la major part en restà inèdita. L'antologia de poesia russa, traduïda al català, de Nadal, no s'ha editat fins al 2006. Les seves versions segueixen un patró tradicional de mètrica i rima.
Més tard, amb l'ajut de Monika Zgustová, Maria Mercè Marçal va fer les seves esplèndides versions del Rèquiem i d'una trentena més de poemes de diferents èpoques que, el 1990, Edicions 62 va publicar en versió bilingüe. A aquesta publicació, cal afegir la traducció, a càrrec de Ricard San Vicente i de Júlia Ferrer, d'una selecció, feta per Helena Vidal, de catorze poemes (onze dels quals són de la segona dècada del segle XX), publicada en «Les millors obres de la literatura universal» (Poesia russa contemporània), d'Edicions 62. Es tracta de 14 traduccions acurades que, a més, inscriuen la poesia d'Akhmàtova en el seu context poètic dels inicis del segle xx.
Les versions de Marçal i Zgustová s'han tornat a editar el 2004, en un nou volum que inclou, també, una altra selecció de poemes, d'una altra poeta russa contemporània d'Akhmàtova: Marina Tsvetàieva. Es tracta de versions que es regeixen per l'objectiu d'esdevenir poemes en català, fent ús dels recursos poètics propis del català contemporani. L'acceptació ha estat notable; en alguns casos, fins i tot entusiasta: «No és un llibre, és un monument», diu Jaume Subirana. Al diari Avui, a la mateixa època, va aparèixer una crítica elogiosa del llibre escrita per David Castillo.

### Difusió actual de l'obra d'Akhmàtova
Arreu d'Europa, Anna Akhmàtova és traduïda i coneguda de manera creixent des dels anys seixanta. A Catalunya, ara per ara, Akhmàtova no és ben bé una desconeguda per al públic culte. S'han publicat un bon grapat d'articles i han aparegut llibres que se centren en la seva figura o que la toquen de molt a prop. Hi ha un interès creixent i un coneixement cada vegada més complet de les circumstàncies que envoltaren la poeta. D'altra banda, els estudis fets per dones d'aquí n'afavoreixen la popularitat. Sembla, doncs, que el terreny és adobat, ja que les traduccions de què disposem són excel·lents i que l'entrada a la nostra cultura va afermant-se per diverses vies: n'és un exemple que, durant el curs 2009-10, estudiants de batxillerat han tingut la versió de Maria Mercè Marçal de Rèquiem i altres poemes, com a lectura d'estudi de la matèria de literatura universal, en tots els instituts de secundària de Catalunya. Encara caldran, però, reculls més extensos de la seva obra, per tal d'arribar-ne a una més adequada coneixença i comprensió.

## Traduccions al català
- Anna Akhmàtova. Poesia completa. Traducció i edició de Jaume Creus (2009). Barcelona: Edicions de 1984. ISBN 9788492440405.
- Marina Tsvetàieva i Anna Akhmàtova. Poema de la fi. Rèquiem i altres poemes. Traduccions de Maria-Mercè Marçal i Monika Zgustová. Barcelona. Proa, 2008. ISBN 9788492549009.

### Edicions en d'altres idiomes
- Anna Ajmatova. Ajmatova. Mondadori (IT) (September 2000. ISBN 8439702930, ISBN 978-8439702931.
- Anna Ajmatova. Poemas Escogidos. Grupo Editorial Norma (April 1999).ISBN 9580435480,ISBN 978-9580435488.
- Anna Ajmatova. Otros Poemas Junto Al Mar. 56 pag. Vigía (June 30, 2004). ISBN 959240089X, ISBN 978-9592400894.
- Anna Ajmatova. Requiem y Otros Escritos. Galaxia Gutenberg (May 2001). ISBN 8481092886, ISBN 978-8481092882.
- María Fernanda Palacios: Prólogo a Ana Ajmátova. Poemas, Caracas, 2002.
- Anna Ajmátova. Soy vuestra voz. ANTOLOGÍA. Selecció, pròleg i traducció del rus: Belén Ojeda. Hiperión poesía. 2005. ISBN 84-7517-826-X.
- Requiem; Poema sin héroe / Anna Ajmátova; edició bilingüe de Jesús García Gabaldón; traducció de Jesús García Gabaldón. - Madrid: Cátedra, 1994. - 248 p.: il.; 18 cm. - (Letras universales; 208).
- Réquiem y otros poemas / Ana Ajmátova; introducció i traducció José Luis Reina Palazón. - Sevilla: Alfar, 1993. - 251 p.: il.; 22 cm. - (El rapte d'Europa; 1).
- Blok, Sologub, Gumiliov, Ajmátova, Mandelstam, Cinco poetas rusos, Colombia, Editorial Norma, 1995.
- Anderson, Nancy K.; Anna Andreevna Akhmatova (2004). The word that causes death's defeat. Yale University Press.
- Harrison E. Salisbury, secció "Soviet" de l'article "Literature", pàg. 502, Britannica Book of the Year 1965 (cobreix esdeveniments del 1964), publicat per The Encyclopaedia Britannica, 1965.
- Feinstein, Elaine. Anna of all the Russias: A life of Anna Akhmatova. London: Weidenfeld & Nicolson, 2005 (ISBN 0-297-64309-6); N.Y.: Alfred A. Knopf, 2006 (ISBN 1-4000-4089-2).
- Эйхенбаум Б. Статьи о поэзии, Л., 1969.
- Павловский А., Анна Ахматова. Очерк творчества, Л., 1966.
- Тарасенко А. Н., Русские поэты XX в. 1900—1955. Библиография, М., 1966.
- Добин Е. С. Поэзия Анны Ахматовой, Л., 1968.
- Жирмунский В. М. Творчество Анны Ахматовой. Л., 1973.
- Чуковская Л. К. «Записки об Анне Ахматовой» в 3 т., YMCA-Press., 1976.
- Тименчик Р.Д. Анна Ахматова в 1960-е годы. — М.: Водолей Publishers, 2005.[2]